# 酸脚杆小煤炱
酸脚杆小煤炱（学名：Meliola medinillae）是属于小煤炱目小煤炱科小煤炱属的一种真菌，寄生在酸脚杆属植物上。该种分布于中国、菲律宾。